# Mariahilfkirche (München)

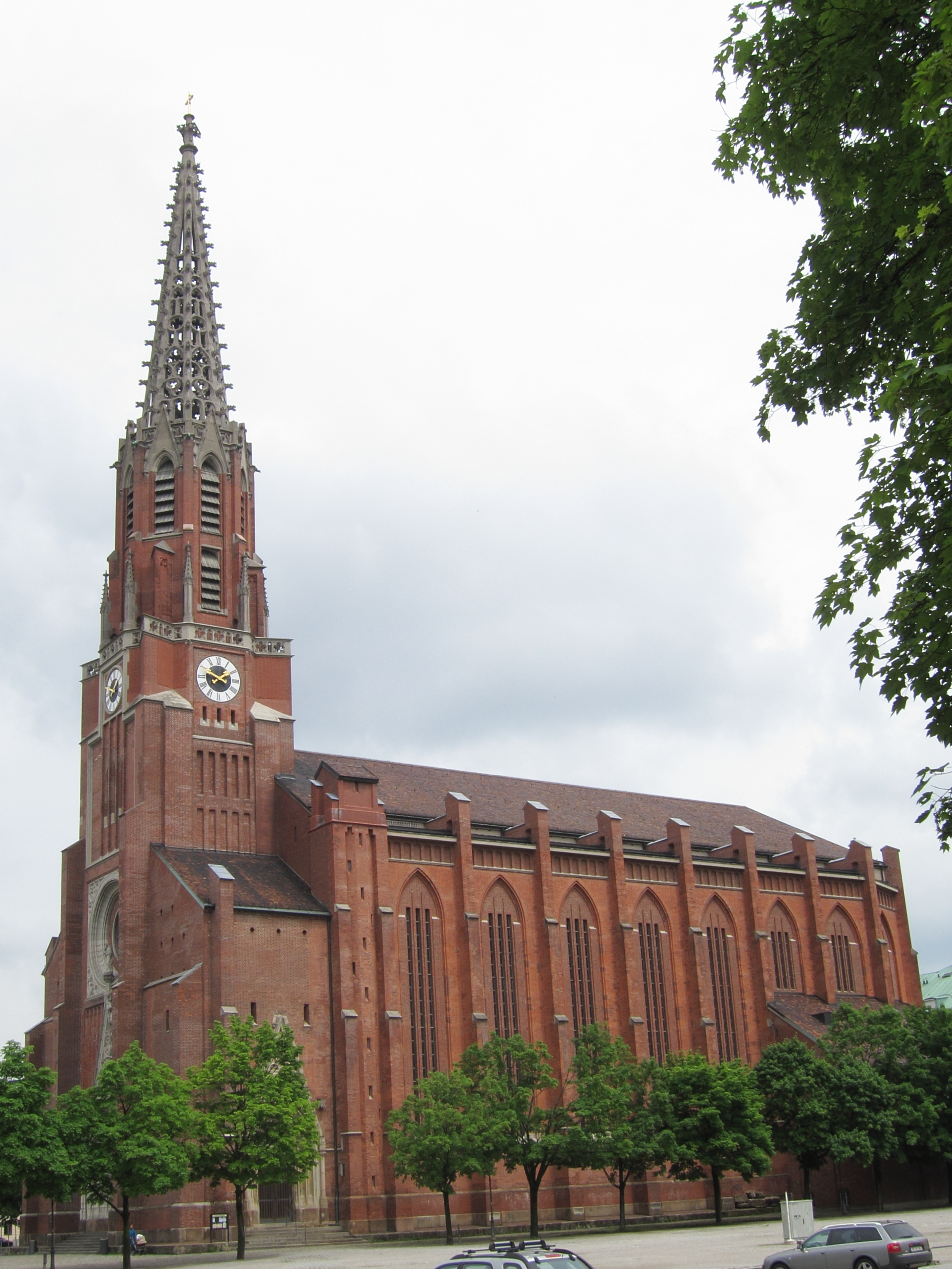
Mariahilfkirche in München-Au

Die katholische Pfarrkirche Maria Hilf in der Au, genannt Mariahilfkirche, ist die Hauptpfarrkirche der Au. Sie wurde 1831 bis 1839 von Joseph Daniel Ohlmüller begonnen und von Georg Friedrich Ziebland fertiggestellt. Das Wahrzeichen der Au gilt als ein Urvorbild des neugotischen Kirchenbaus des 19. Jahrhunderts. Sie zählt zu den drei „neugotischen Geschwistern Münchens“, der Heilig-Kreuz-Kirche und St. Johann Baptist, die alle drei einen ähnlichen monumentalen Backsteinbaustil aufweisen und sich östlich der Isar befinden.
In der Kirche finden musikalische Veranstaltungen, geistliche Konzerte, Auftritte von Chören (zum Beispiel der Bayerischen Staatsoper) statt.

## Lage
Die Mariahilfkirche (Mariahilfplatz 42) steht freistehend auf dem zentralen Platz der Au, dem Mariahilfplatz.

## Geschichte

Aquatinta der alten (rechts) und neuen Mariahilfkirche von Albert Emil Kirchner, 1839

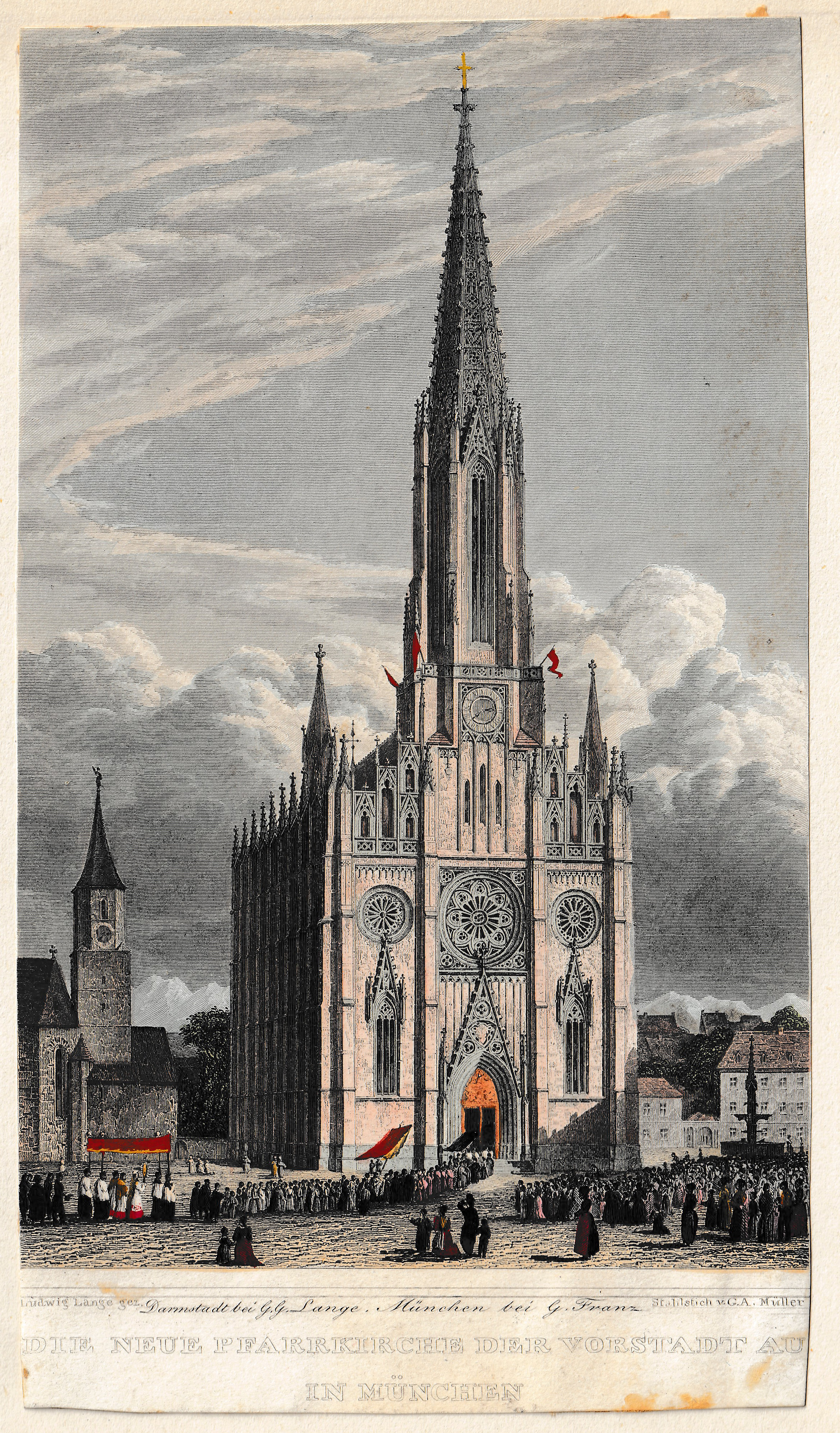
Historische Darstellung mit Prozession

Die Au besaß drei Kirchen, die auf einem zentralen Platz, dem Rasenplatz (heute Mariahilfplatz), in unmittelbarer Nähe standen:
- Die Heilig-Kreuz-Kapelle, geweiht 1466, wurde an der Stelle errichtet, wo 1463 Fluten eines Isar-Hochwassers ein Feldkreuz angeschwemmt hatten. Der Abbruch erfolgte 1817, nachdem das Landgericht am 15. Juni 1813 den ruinösen Zustand der Kapelle beklagt hatte und am 18. März 1814 den Abriss beschloss. Die noch brauchbaren Steine wurden für den Neubau eines Leichenhauses im neu angelegten Auer Friedhof (später Ostfriedhof) verwendet. Das Kruzifix aus der Heilig-Kreuz-Kapelle hing nach dem Abriss am Gebäude Krämerstraße 23 (heute Mariahilfstraße), wo es bei den Luftangriffen vom 25. April 1944 bis auf die Beine verbrannte und von Philip Arp geborgen wurde.[1]
- Die Klosterkirche St. Karl Borromäus der Paulaner wurde 1625 geweiht. Sie entstand durch ein Gelübde Herzog Wilhelms V., dessen Enkel Prinz Karl Johann todkrank lag, jedoch gesundete. Da den Paulanern die Pfarrseelsorge anvertraut war, war die Klosterkirche auch faktisch Pfarrkirche der Au. Nach der Säkularisation diente sie als Zuchthauskirche, bevor sie 1886 der Brand des Zuchthauses stark beschädigte und sie alsbald zum Teil abgerissen, zum Teil zusammen mit dem Konventsgebäude 1902 zum Amtsgericht umgebaut wurde. Heute ist auf dem Gelände das Landratsamt München untergebracht; der Umriss der Kirche ist im Innenhof durch hellere Pflastersteine angedeutet.[2]
- Die alte Mariahilf-Kapelle wurde im Dreißigjährigen Krieg 1629 geweiht. Die Kapelle beherbergte das Gnadenbild. 1723 wurde die Kapelle wegen wachsender Pilgerzahlen erweitert. Nach der Säkularisation diente die Kapelle als Pfarrkirche für die Au. Nach Einweihung der neuen Pfarrkirche Mariahilf wurde sie 1840 abgebrochen.[3]

Obwohl die neue Pfarrkirche streng genommen ein Nachfolgebau der Mariahilf-Kapelle ist, ist die Mariahilfkirche Nachfolgerin aller drei auf dem Rasenplatz befindlichen Kirchen, da sie die Funktionen als Pfarrkirche, Gnadenort und Wallfahrtsort übernommen hat.
Nachdem die Au als „Vorstadt Au“ 1813 zur selbständigen Stadt erhoben worden war, kam der Gedanke an einen repräsentativen Platz auf, der den Idealen der Stadtplanung der romantischen Bewegung entsprechen sollte. Auch König Ludwig I. war seinem antiken Ideal untreu geworden und erteilte dem Bamberger Joseph Daniel Ohlmüller den Auftrag, eine Stadtpfarrkirche „im Stile der deutschen Gotik“, also im Stil der Neugotik zu erbauen. Ohlmüller, ein Schüler Karl von Fischers, hatte bei der Purifizierung des Bamberger Domes Erfahrungen sammeln können; doch bei der Entwicklung eines „modernen“ neugotischen Stils konnte er sich kaum auf Vorbilder seiner Zeit stützen. Zudem fehlen im Münchner Raum original erhaltene Beispiele der Hochgotik; diese waren ausnahmslos barockisiert oder durch barocke Neubauten ersetzt worden.
Also orientierte sich Ohlmüller für die dreischiffige Hallenkirche an verschiedenen Vorbildern: Das Langhaus mit Netzrippengewölbe entspricht dem System von St. Martin in Landshut, die Westseite zeigt Einflüsse der französischen Kathedralgotik und der 93 Meter hohe Turm wurde nach dem Vorbild des Freiburger Münsters entworfen. Der Bau wurde in Rohbackstein ausgeführt und mit Kalksteinelementen gegliedert.
Wegweisend wurden auch die Glasmalereien nach Entwürfen von Joseph Anton Fischer und Johann Schraudolph, die von Heinrich Hess und Max Emanuel Ainmiller ausgeführt wurden. Ihre Glasbildkompositionen wurden stilprägend für die Romantik und waren direktes Vorbild für die Glasmalereien des Kölner Doms des 19. Jahrhunderts. Die Portalfiguren waren Werke von Ludwig Schwanthaler.
Die Grundsteinlegung erfolgte 1831. Die Kirche wurde 1839 fertiggestellt und durch Erzbischof Lothar Anselm von Gebsattel geweiht. Damit gilt die Mariahilfkirche als erster neugotischer Kirchenbau Deutschlands.
In den Jahren 1926 bis 1928 wurden erstmals umfangreiche Renovierungsarbeiten am Turm durchgeführt.

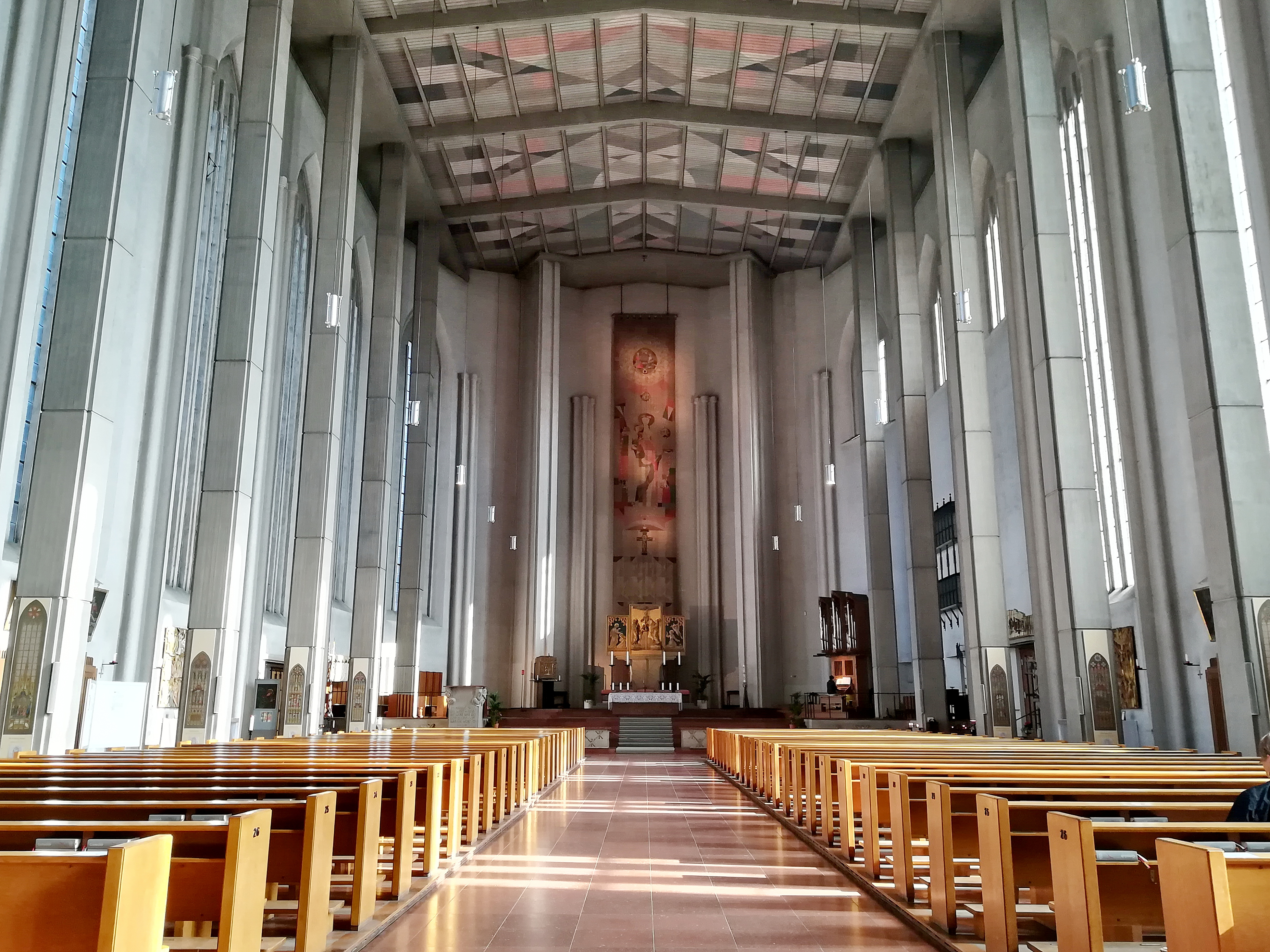
Mariahilfkirche: Innenraum

Im Zweiten Weltkrieg wurde bei dem schweren Luftangriff auf München vom 25. April 1944 die Mariahilfkirche bis auf die Außenmauern zerstört, nur der Turm hielt stand. 1947 legte der Architekt Georg Holzbauer Pläne für einen purifizierten Wiederaufbau der alten Kirche vor, die jedoch abgelehnt wurden. 1951/52 erfolgte dann der Wiederaufbau nach Plänen von Hans Döllgast und Michael Steinbrecher. Dabei wurde das äußere Erscheinungsbild bis auf den Westturm sehr vereinfacht, und von der ursprünglichen Konzeption Ohlmüllers blieb nur wenig erhalten. Die großen Spitzbogenfenster der Kirche wurden bis auf schmale Schlitze zugemauert, so dass im Inneren entgegen dem äußeren Eindruck ein moderner Kirchenbau entstehen konnte.
Am 13. September 1953 wurde die Mariahilfkirche von Joseph Kardinal Wendel neu geweiht. 1971 musste der Turmhelm abgetragen werden, da der Kalkstein durch die Brände nach den Luftangriffen im Krieg und durch Luftverschmutzung mürbe geworden war. Bis 1981 wurde die Turmspitze in Beton nachgegossen und wieder errichtet. Finanziert wurden die Kosten von umgerechnet 1,79 Millionen Euro fast ausschließlich durch Spenden der Auer Bevölkerung.

## Ausstattung

### Glocken
Das Geläut besteht aus fünf Glocken, die alle von Karl Czudnochowsky in Erding gegossen wurden. Sie bilden mit einem ges0 als Grundton das zweittontiefste Geläute der Stadt (das tontiefste hängt im Alten Peter mit Grundton f0). Bei der 5.650 kg schweren Salvatorglocke aus Euphon, einer Art Kupfer-Zink-Legierung, handelt es sich um ein ehemaliges Ausstellungsstück des Gießers, das später durch vier weitere Glocken aus Bronze ergänzt wurde. Die größte Glocke besteht  während die restlichen vier Glocken gegossen wurden.
Seit Mitte des Jahres 2006 sind die Glocken mit einem Klöppelfänger versehen. Ein derartiger Läutekult ist fast ausschließlich in Teilen Österreichs oder in Südtirol zu erfahren. Auch wird an Mariahilf das sogenannte Reihenläuten als liturgisches Läuten angewandt.
2022 wurde eine sechste Glocke im Glockenstuhl aufgehängt. Es ist die vormalige Sakristeiglocke aus der ehemaligen Paulanerkirche; sie wurde 1620 von Bartholomäus Wengle aus München gegossen.
| Glocke | Name                | Schlagton | Gewicht | Durchmesser | Gussjahr |
| ------ | ------------------- | --------- | ------- | ----------- | -------- |
| 1      | Salvator            | Ges°      | 5650 kg | 2240 mm     | 1950     |
| 2      | Maria               | B°        | 2640 kg | 1650 mm     | 1960     |
| 3      | Josef               | des′      | 1518 kg | 1410 mm     | 1960     |
| 4      | Herz-Jesu           | es′       | 1058 kg | 1245 mm     | 1960     |
| 5      | Aloysius            | ges′      | 650 kg  | 1050 mm     | 1960     |
| 6      | Alte Paulanerglocke | e″        | 500 kg  | 700 mm      | 1620     |

### Carillon

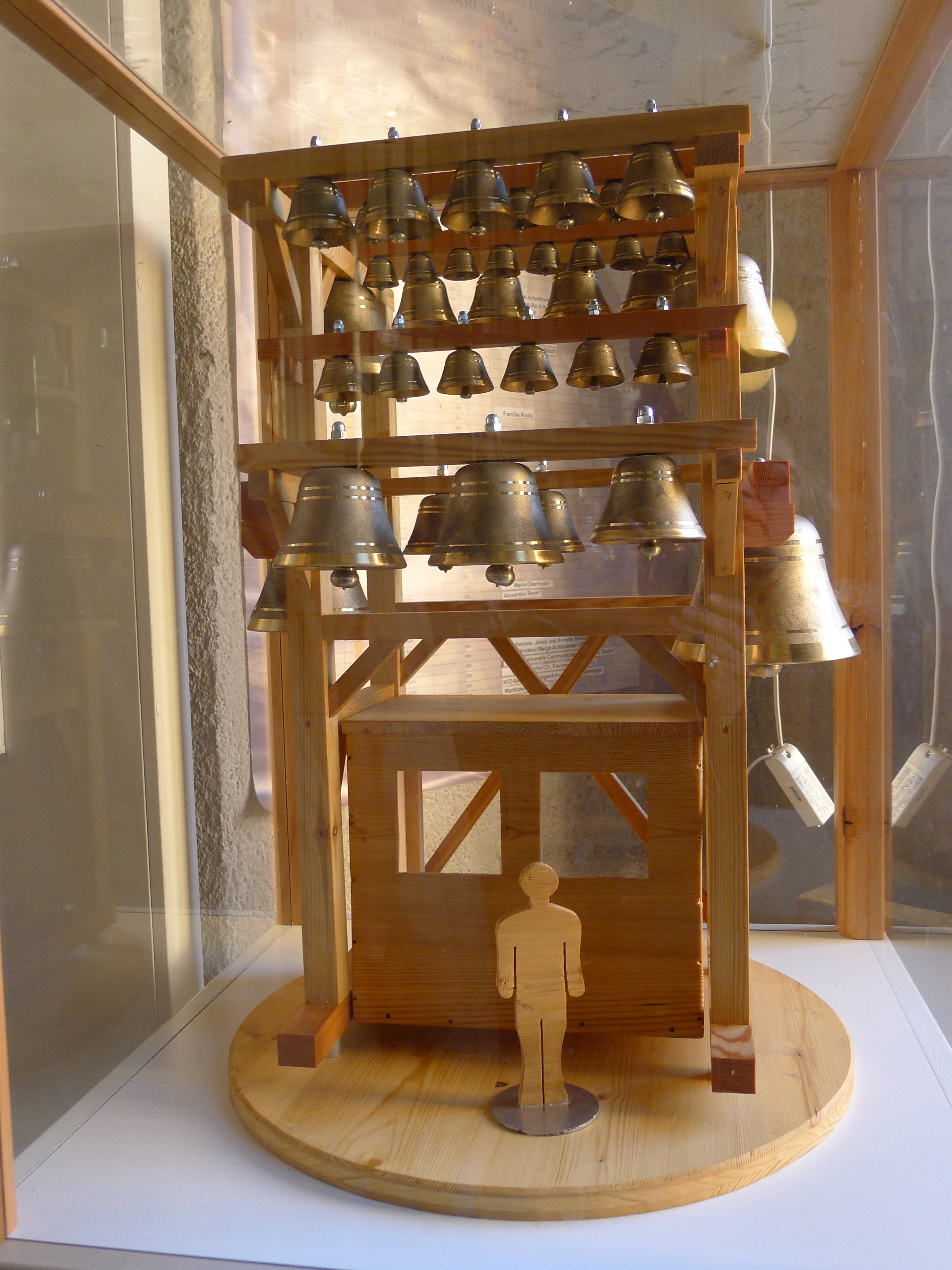
Modell des Carillon

Anfang 2012, zwei Jahre vor der 175-Jahr-Feier der Kirche, erhielt der Kirchturm von Mariahilf ein Carillon. In der unteren Turmkammer wurde ein neuer Glockenstuhl aus Lärchenholz eingebaut, in dem die 60 neuen Carillon-Glocken hängen. Das Gewicht des Instruments beträgt gut 22 Tonnen.
Das Carillon verfügt insgesamt über 65 Glocken und ist nach dem Roten Turm in Halle und dem Carillon in Berlin-Tiergarten das drittgrößte in Deutschland. Carilloneur Boudewijn Zwart aus den Niederlanden weihte das Instrument am 1. Mai 2012 mit einem Konzert ein. Es wird regelmäßig bespielt, zumeist zweiwöchentlich samstags um 11 Uhr. Carilloneure sind Peer Günther und Bastian Fuchs.

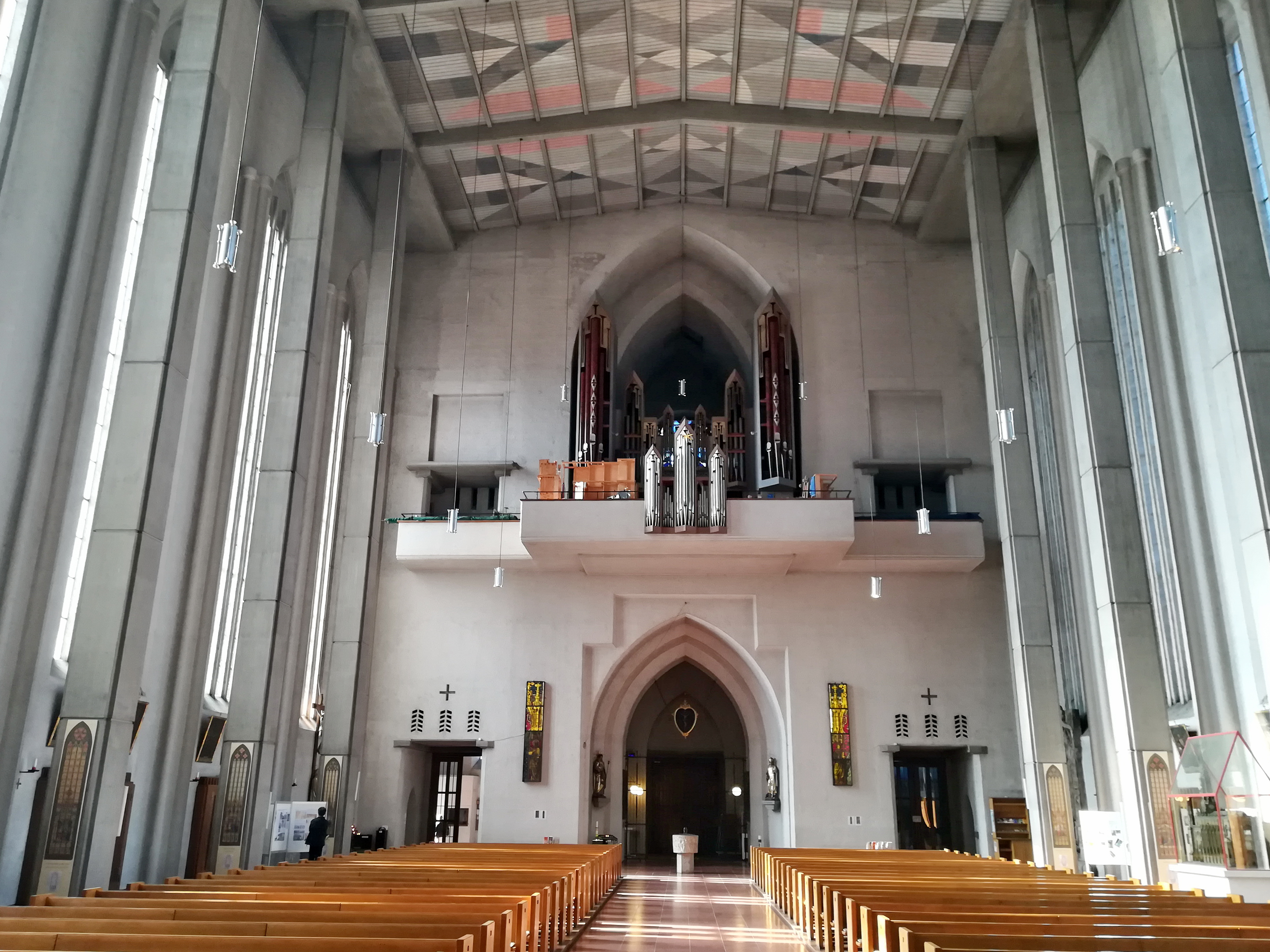
Empore mit Orgel
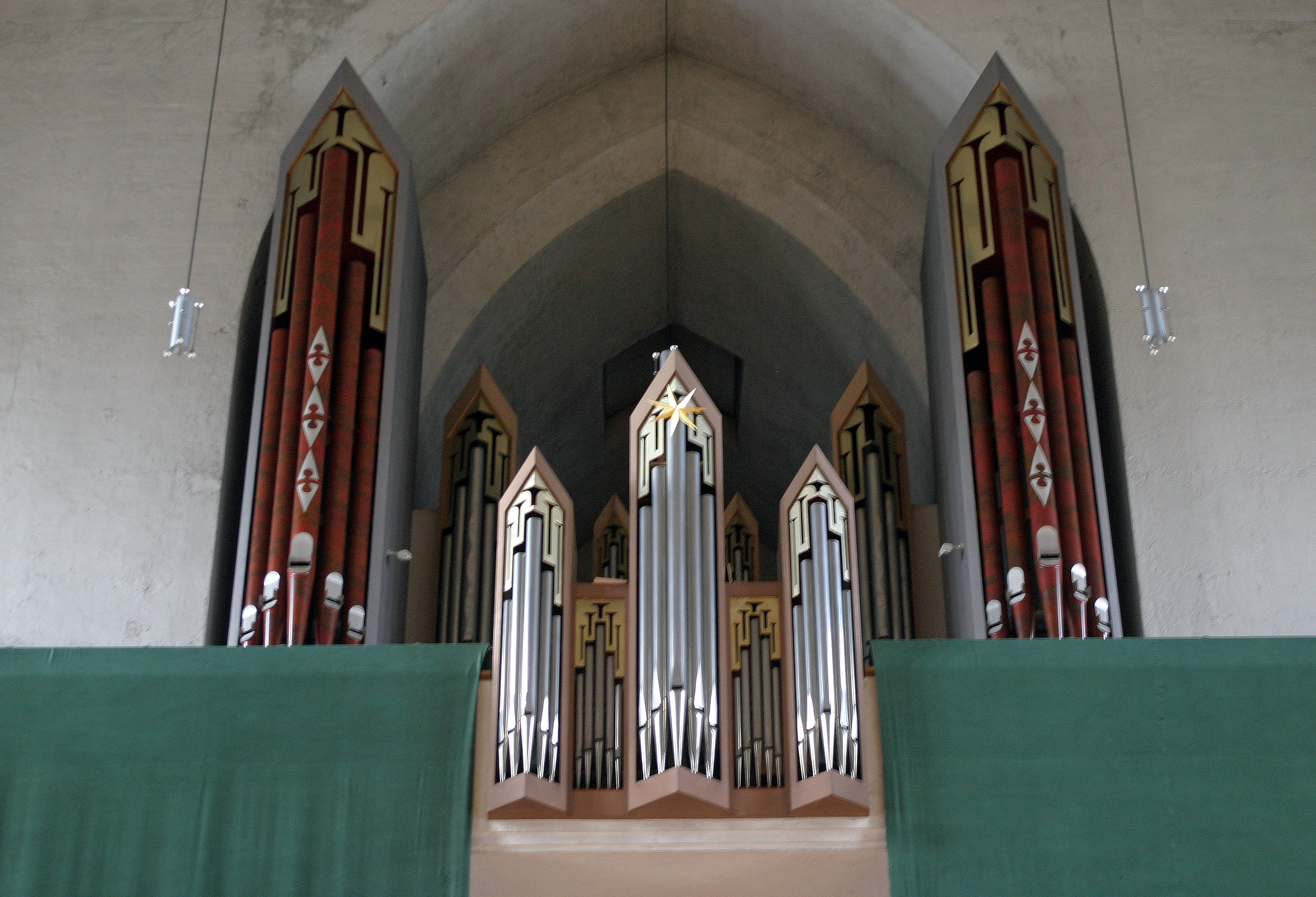
Schmid-Orgel von 1975

### Orgel

#### Hauptorgel
Die Mariahilfkirche besitzt eine Orgel von Gerhard Schmid aus dem Jahre 1975. Sie verfügt über 70 Register auf vier Manualen und Pedal. Die Spieltraktur ist rein mechanisch, die Registertraktur elektrisch. In der Turmkammer hinter der Orgel befinden sich die Pfeifen der Register Bordun 32′, Großquinte 21 1⁄3′ sowie der Bombarde 32′. Die Orgel war zu ihrer Zeit in der Münchener Orgellandschaft ein Pionierbau, da sie in vorher nicht da gewesener Form und Größe altes Pfeifenmaterial mit dem Klang der Orgelbewegung kombinierte.
In den Jahren 2018/2019 wurde die Orgel von der Firma Thomas Jann Orgelbau generalüberholt und ein neuer viermanualiger Spieltisch mit Setzeranlage eingebaut. Seitdem ist das Oberwerk (früher 5. Manual, sog. „Kleinpedal“, weil es die Pedalregister in den höheren Lagen enthält) als Auxiliar an jedes Manual und das Pedal koppelbar. Bei der Überholung wurde bewusst auf eine Umintonation oder gar den Austausch von Registern verzichtet, um den originalen Klang der Orgel nicht zu verändern.
Die Disposition lautet:
| I Rückpositiv C–g3 |       |
| Prinzipal          | 8′    |
| Gedackt            | 8′    |
| Oktave             | 4′    |
| Rohrflöte          | 4′    |
| Kleinpommer        | 2′    |
| Quinte             | 1 ⁄3′ |
| Oktave             | 1′    |
| Cymbel III         | 1⁄2′  |
| Krummhorn          | 8′    |
| Tremulant          |       |

| II Hauptwerk C–g3 |        |
| Prinzipal         | 16′    |
| Oktave            | 8′     |
| Hohlflöte         | 8′     |
| Gemshorn          | 8′     |
| Großnasat         | 5 1⁄3′ |
| Oktave            | 4′     |
| Koppelflöte       | 4′     |
| Spitzquinte       | 2 ⁄3′  |
| Oktave            | 2′     |
| Terz              | 1 3⁄5′ |
| Mixtur VI         | 2′     |
| Scharfcymbel III  | 2⁄3′   |
| Trompete          | 16′    |
| Trompete          | 8′     |
| Trompete          | 4′     |

| III Brustwerk C–g3 |    |
| Spitzflöte         | 8′ |
| Quintade           | 8′ |
| Weidenpfeife       | 8′ |
| Gedacktflöte       | 4′ |
| Prinzipal          | 2′ |
| Sifflöte           | 1′ |
| Scharf IV          | 1′ |
| Musette            | 8′ |
| Zink               | 4′ |
| Tremulant          |    |

| IV Schwellwerk C–g3 |        |
| Gedackt             | 16′    |
| Prinzipal           | 8′     |
| Rohrpfeife          | 8′     |
| Gamba               | 8′     |
| Schwebung           | 8′     |
| Prinzipal           | 4′     |
| Schweizerpfeife     | 4′     |
| Nasat               | 2 ⁄3′  |
| Blockflöte          | 2′     |
| Terz                | 1 3⁄5′ |
| Septime             | 1 ⁄7′  |
| None                | 8⁄9′   |
| Cornet V            | 8′     |
| Mixtur V            | 2 ⁄3′  |
| Dulcian             | 16′    |
| Oboe                | 8′     |
| Schalmey            | 4′     |
| Tremulant           |        |

| Oberwerk C–g3      |       |            |
| Rohrhorn           | 8′    |            |
| Choralbass         | 4′    |            |
| Waldflöte          | 2′    |            |
| Mixtur V           | 1 ⁄3′ |            |
| Spanische Trompete | 16′   | [ Anm. 2 ] |
| Spanische Trompete | 8′    | [ Anm. 2 ] |
| Trompete           | 8′    |            |
| Spanische Trompete | 4′    | [ Anm. 2 ] |
| Clairon            | 4′    |            |
| Singend Cornett    | 2′    |            |
| Tremulant          |       |            |
| Cimbelstern        |       |            |

| Pedal C–f1  |         |            |
| Akustikbass | 64′     | [ Anm. 3 ] |
| Bourdun     | 32′     |            |
| Großquinte  | 21 1⁄3′ |            |
| Prinzipal   | 16′     |            |
| Subbass     | 16′     |            |
| Quintbass   | 10 2⁄3′ |            |
| Oktavbass   | 8′      |            |
| Großterz    | 6 2⁄5′  |            |
| Flötbass    | 4′      |            |
| Bombarde    | 32′     |            |
| Posaune     | 16′     |            |

- Koppeln: I/P, II/P, III/P, IV/P, I/II, III/II, IV/II, III/I, IV/I, IV/III, OW/P, OW/I, OW/II, OW/III, OW/IV; Sub IV/II; Super II/II, IV/II, IV/P
- Spielhilfen:
  - Walze mit programmierbarem Crescendo
  - Setzeranlage mit zehn Benutzern à 1000 Kombinationen (Fa. Eisenschmid, Andechs)
  - Aufnahme- und Wiedergabesystem

Anmerkungen
1. ↑  Urspr. V. Manual; seit 2019 Werk frei ankoppelbar
2. 1 2 3  horizontal
3. ↑  Kombinationszug aus Bourdon 32′ und Großquinte 21 1⁄3′

#### Chororgel

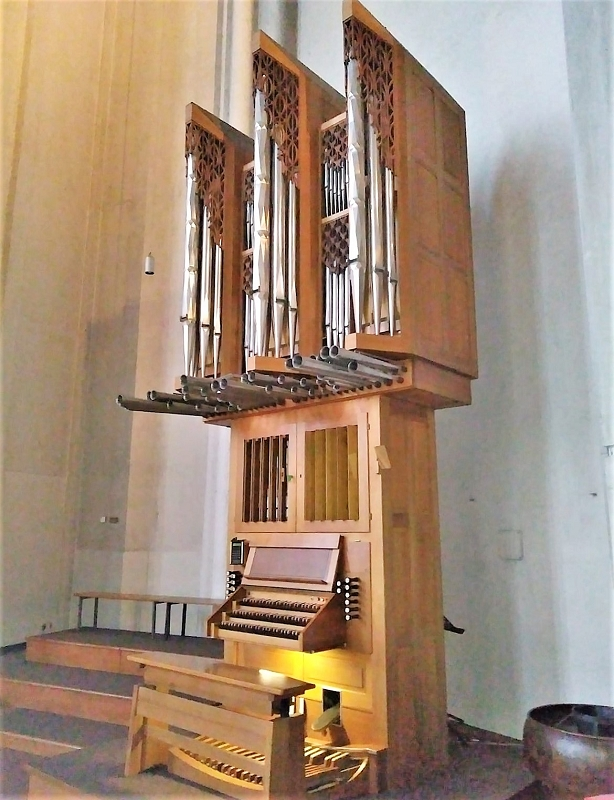
Chororgel

Neben der Hauptorgel existiert eine Chororgel aus dem Jahr 1982, die ebenfalls Gerhard Schmid baute. Das Instrument hat 18 Register auf zwei Manualwerken und Pedal. Der Spieltisch ist dreimanualig angelegt; das erste Manual dient als Koppelmanual. Die Disposition lautet:
| II Hauptwerk C–g3  |       |
| Prinzipal          | 8′    |
| Spitzflöte         | 8′    |
| Oktave             | 4′    |
| Schwegel           | 2′    |
| Mixtur IV          | 1 ⁄3′ |
| Spanische Trompete | 8′    |

| III Brustwerk C–g3 |       |
| Gedackt            | 8′    |
| Rohrflöte          | 4′    |
| Nasat              | 2 ⁄3′ |
| Kleinpommer        | 2′    |
| Oktave             | 1′    |
| Cimbel III         | 1⁄2′  |
| Krummhorn          | 8′    |
| Tremulant          |       |

| Pedal C–f3 |     |
| Subbaß     | 16′ |
| Gedecktbaß | 08′ |
| Rohrpfeife | 04′ |
| Posaune    | 16′ |

- Koppeln: II/P, III/P
- Spielhilfen: Schwelltritt

### Gnadenkapelle mit Gnadenbild

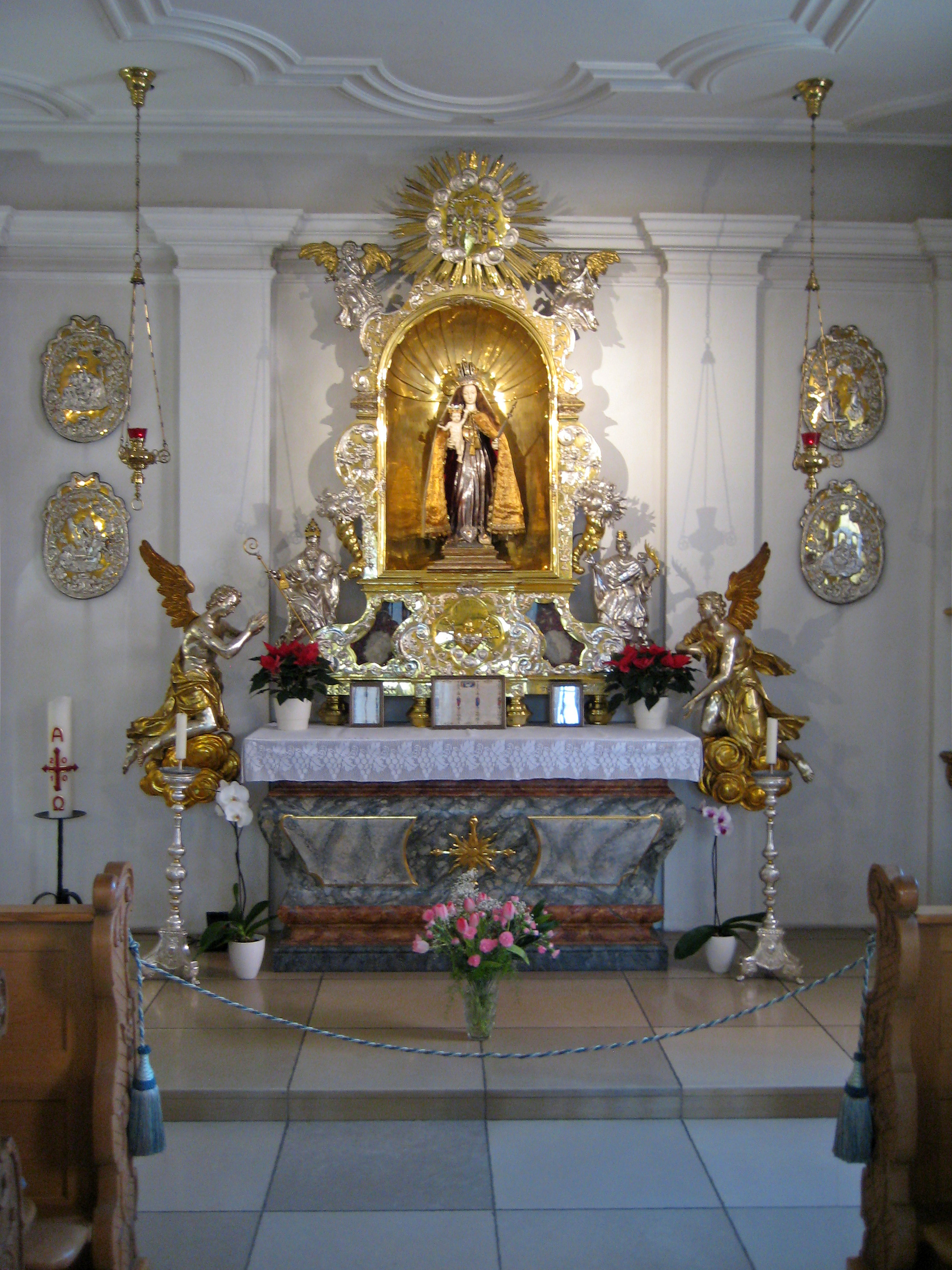
Gnadenkapelle

In der südlich angebauten Gnadenkapelle befindet sich das Gnadenbild Maria Hilf aus der Zeit vor 1600. Kurfürst Maximilian I. brachte es um 1631 vermutlich aus Flandern mit. In der Ohlmüller-Kirche wurde es am linken Seitenaltar verehrt, nach der Zerstörung der Kirche wurde es schließlich in die neu erbaute Gnadenkapelle verbracht. Diese war zunächst schlicht ausgestattet, wurde 1978/79 barockisiert und mit einem Schrein aus dem ehemaligen Ursulinenkloster Salzburg von 1731 versehen.

### Bedeutende Werke
- Bronzeportale (Franz Berberich)
- Seitenaltar, Taufstein und Holzreliefs in der Gnadenkapelle (Ferdinand Filler)
- Wandteppich im Chorraum Maria im Rosenkranz (mit 22,5 m Höhe der größte Gobelin christlicher Textilkunst)

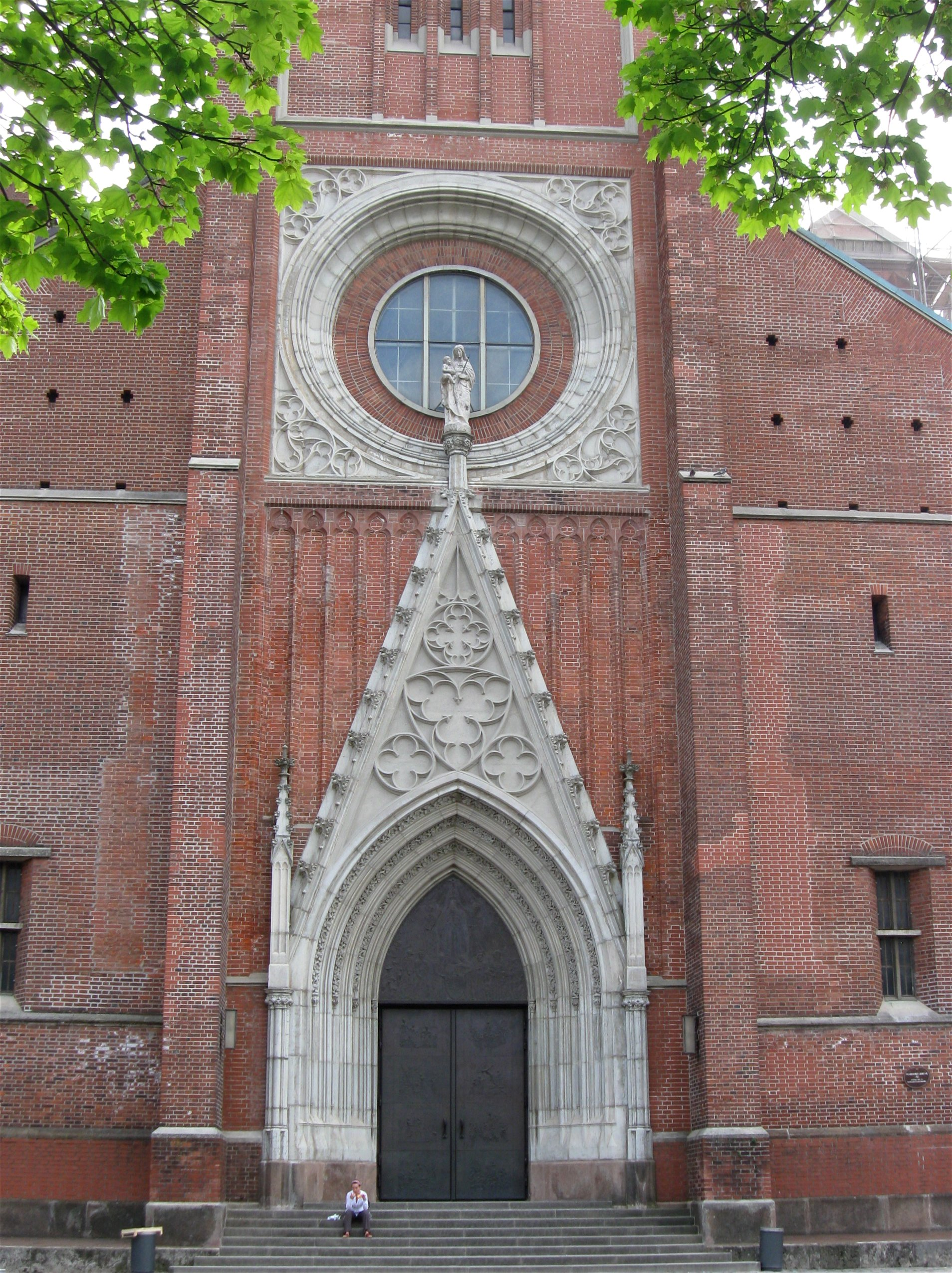
Portal der Mariahilfkirche
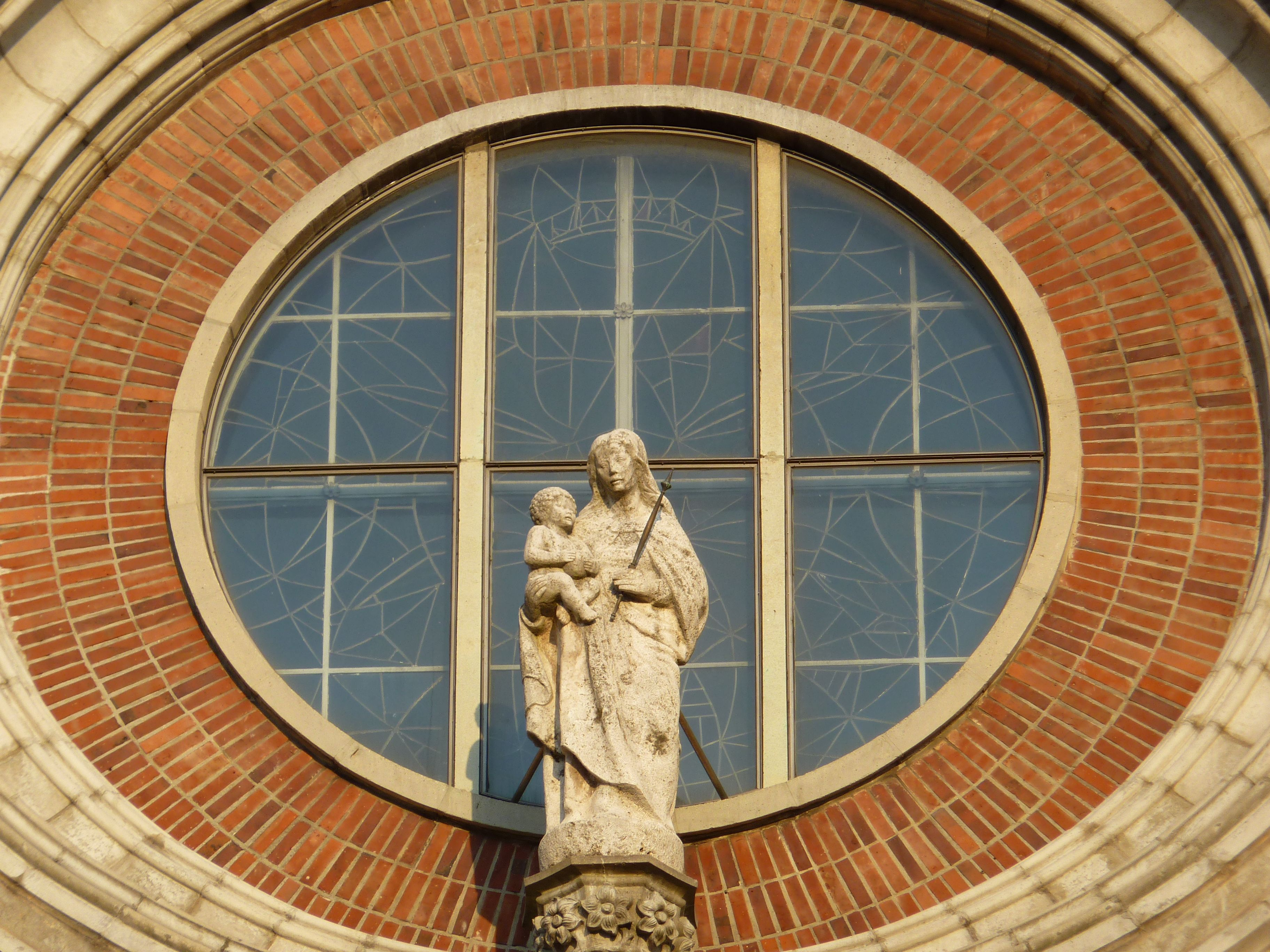
Muttergottes über dem Eingangsportal
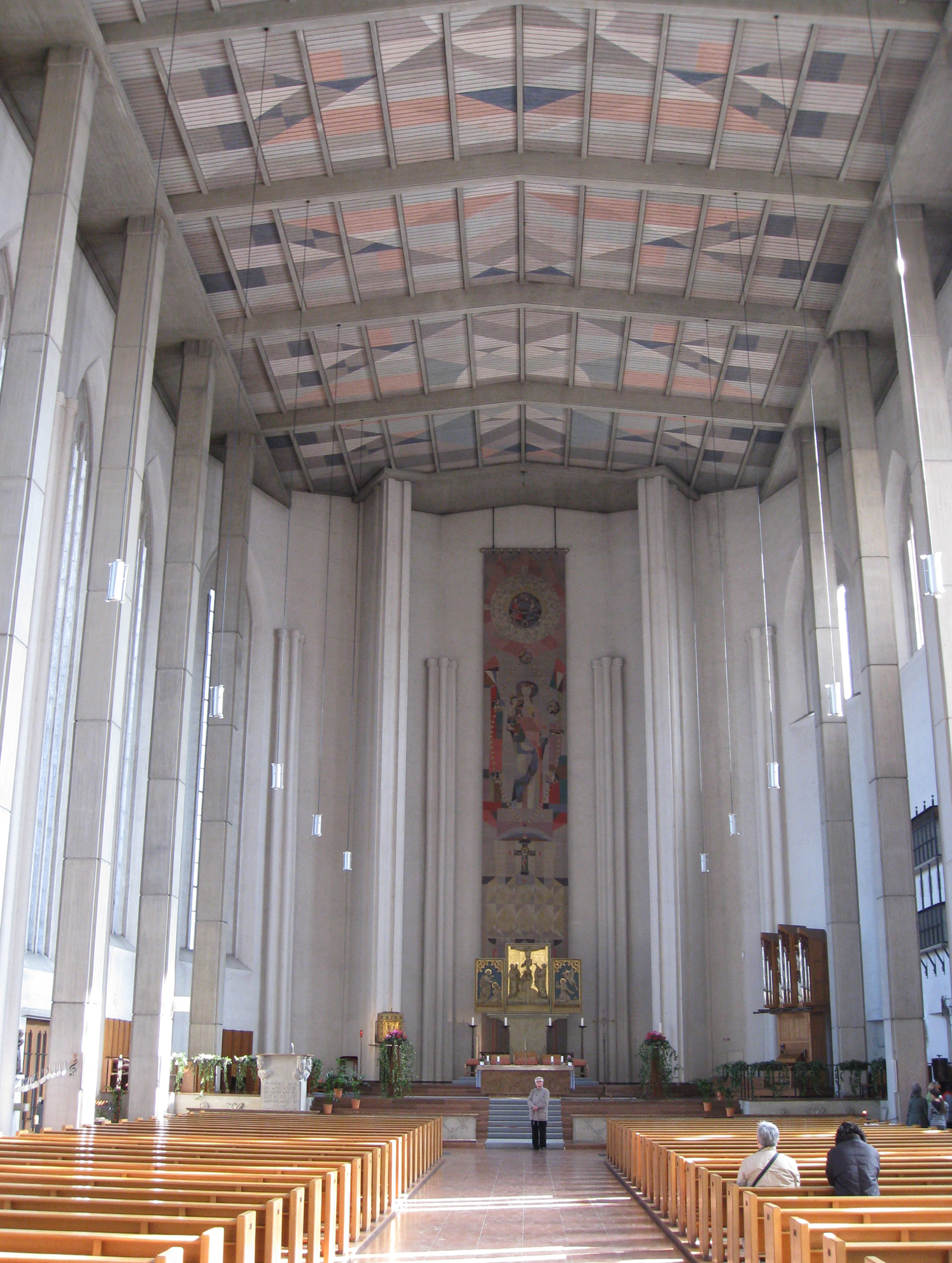
Der Innenraum der Mariahilfkirche
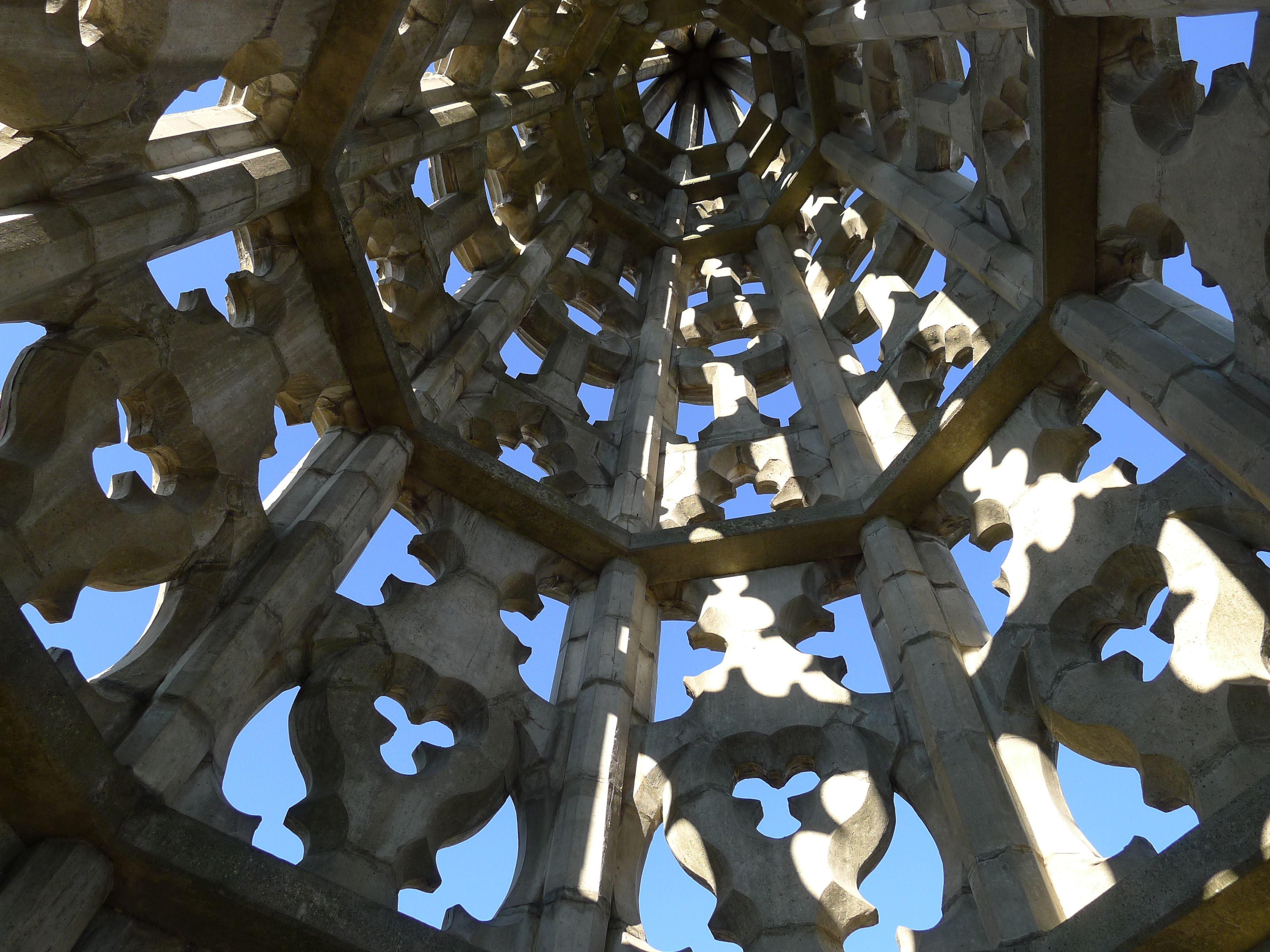
Turmspitze von Innen
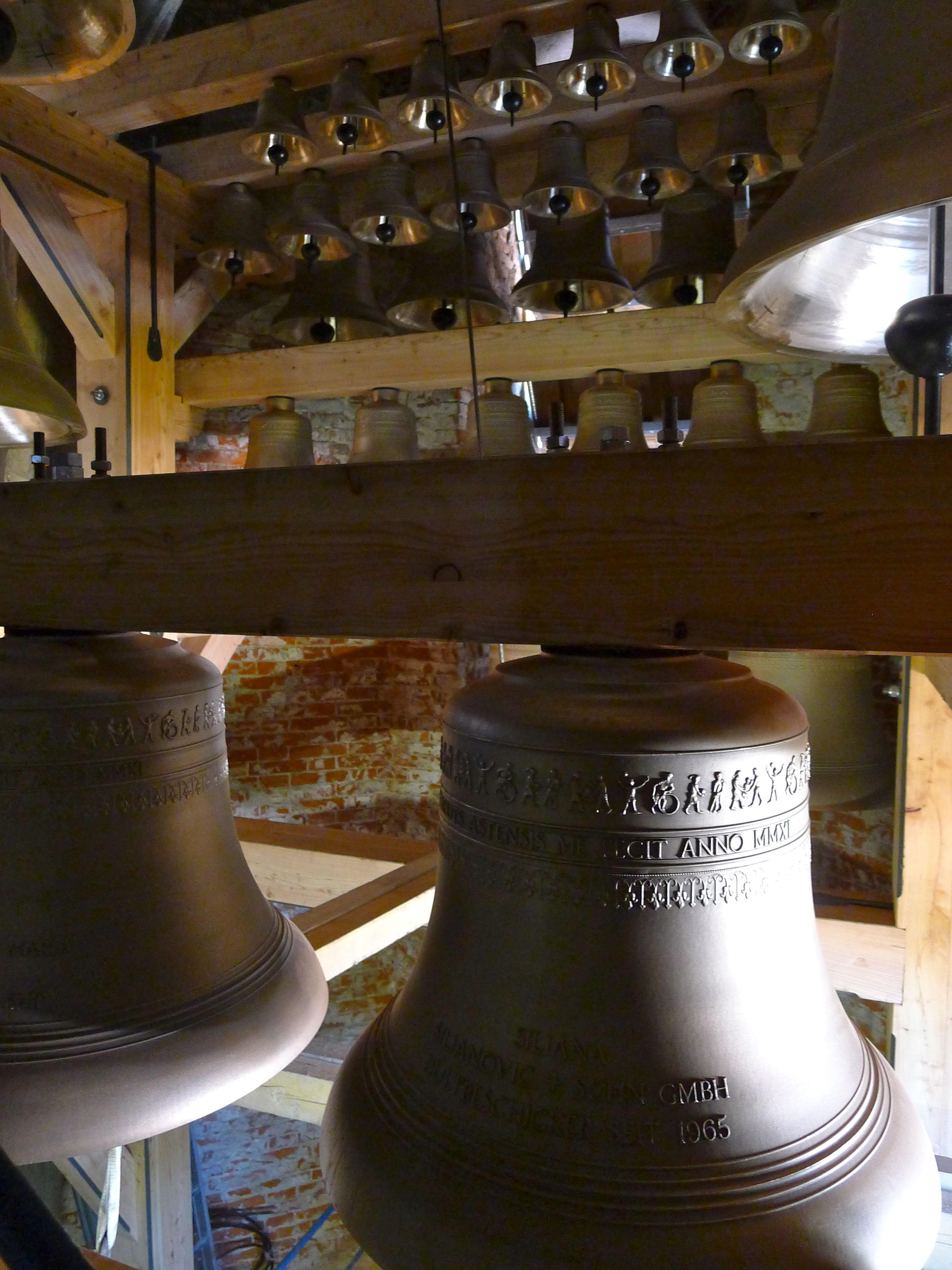
Carillon
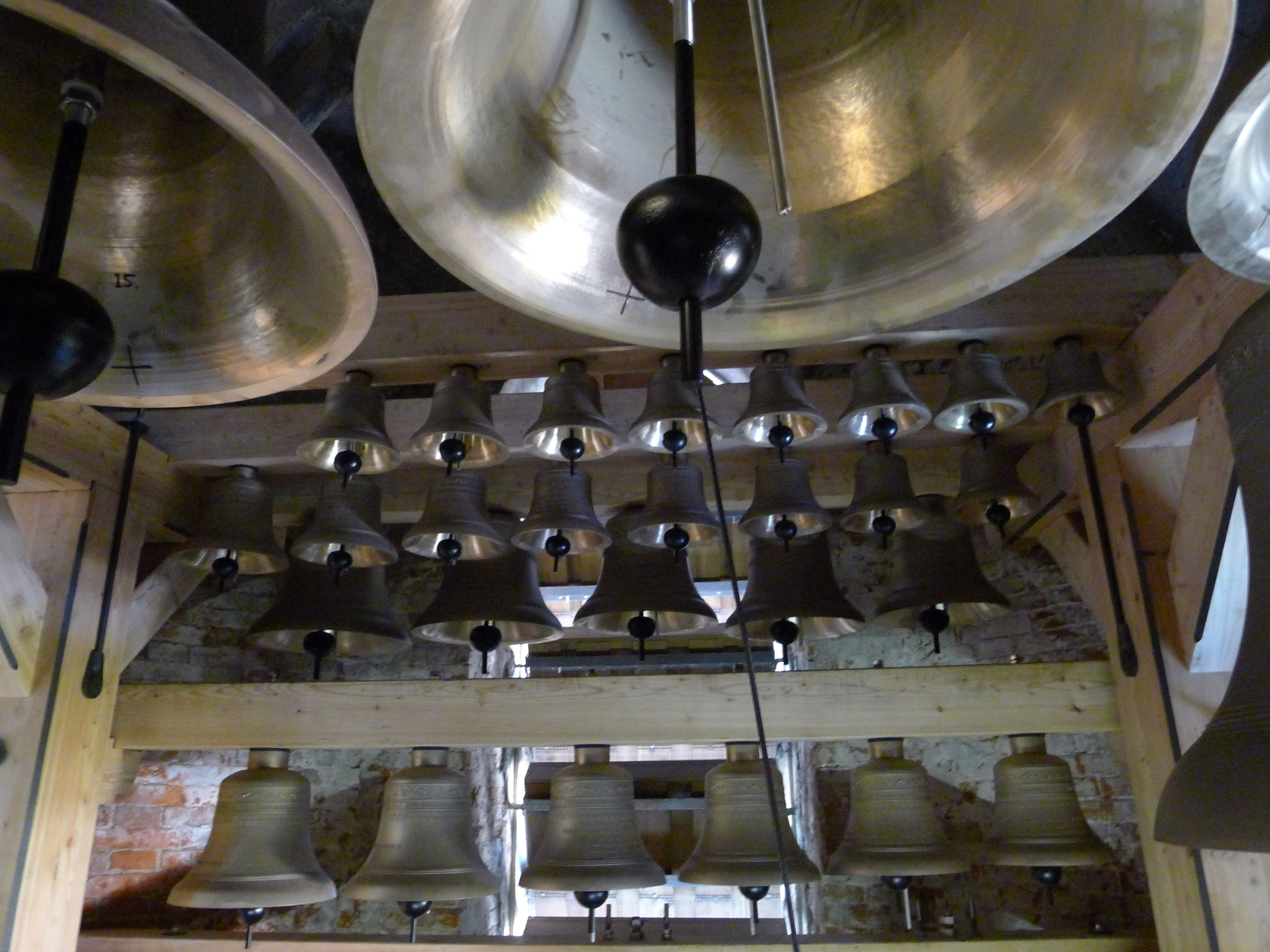
Carillon
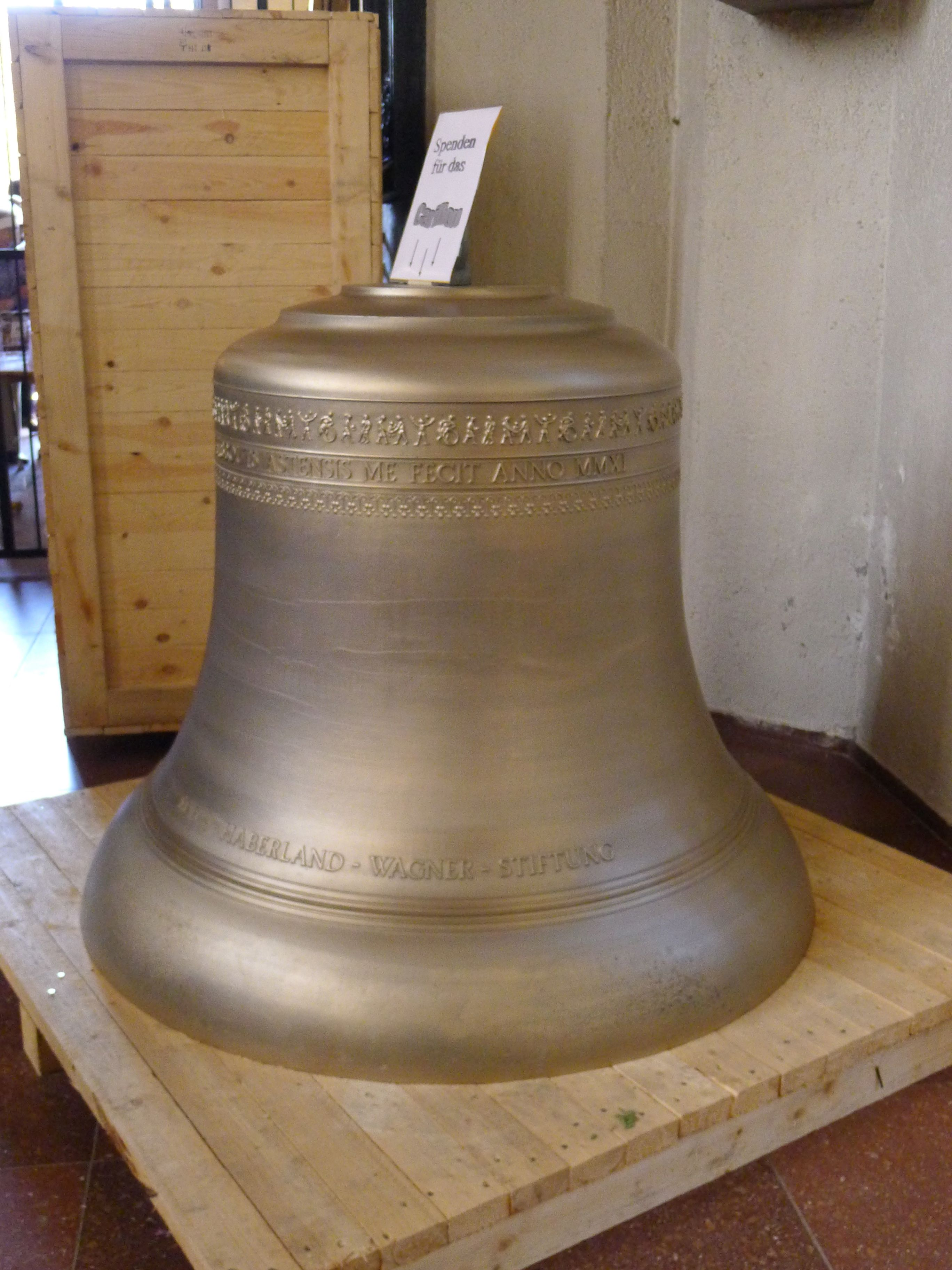
Neue Glocke im Carillon
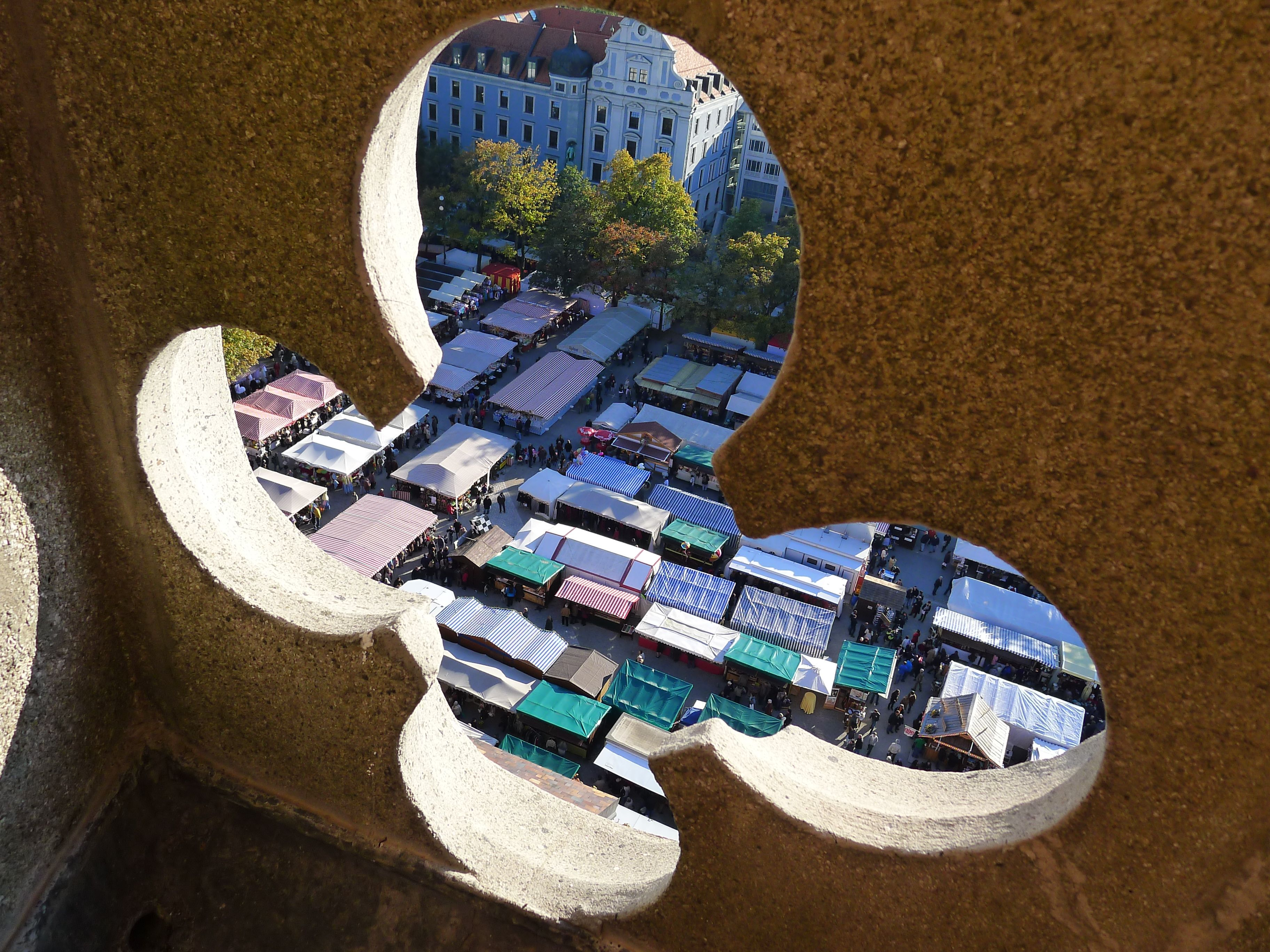
Blick auf die Dult vom Turm